# This Is the Life (série de televisão)
This is the Life (livre tradução: Assim É a Vida) foi uma série de televisão estadunidense, de cunho religioso e dramático, realizado por uma produtora e transmitido por uma rede, que ficou em exibição entre as décadas 1950 e 1980. Originalmente produzida pelo Sínodo de Missouri da Igreja Luterana, era distribuída pela International Lutheran Laymen's League.
A série teve, entre seus protagonistas, o ator Dean Jagger que, por seu papel, venceu um Prêmio Emmy.

## Sinopse
This Is the Life apresentava histórias da vida cotidiana e problemas contemporâneos, que eram resolvidos por uma solução cristã. Mesmo na década de 1950 apresentava temáticas controversas, como a censura, moralidade, intolerância e racismo, infidelidade, delinquência juvenil, abuso de drogas e conflitos bélicos, como a Guerra do Vietnam. Alguns episódios eram ligeiramente cômicos, embora a maior parte fosse séria.

## Referência bibliográfica
- Erickson, Hal. "Syndicated Television: The First Forty Years, 1947-1987. McFarland & Co. Inc. Publishers, Jefferson, North Carolina, 1989. ISBN 0-89950-410-8.